# Сарс, Георг-Оссиан
Георг-Оссиан Сарс (норв. Georg Ossian Sars; 20 апреля 1837 года — 9 апреля 1927 года) — норвежский морской биолог и зоолог беспозвоночных. Описал много новых видов мизид, ракушковых и других морских животных.
Член-корреспондент Петербургской Академии наук (1896). Был награждён медалью Линнея в 1910 году.
В его честь названо исследовательское судно «FF G.O.Sars».